# Política da África

Divisão política da África.

A maioria dos países do continente possuem governos "democraticamente" eleitos. Atualmente, 55 estados são membros da União Africana, uma união continental que foi formada em 2002, e que tem Adis Abeba, na Etiópia, como sua sede.
No entanto, é frequente que as eleições sejam consideradas sujas por fraude eleitoral, tanto internamente, como pela comunidade internacional. Por outro lado, ainda subsistem situações em que o presidente ou o partido governamental se encontram no poder há dezenas de anos, como são os casos de Angola e de Zimbábue.
Em geral, os governos africanos são repúblicas presidencialistas, com exceção de três monarquias existentes no continente: Marrocos, Lesoto e Essuatíni. O número de países com democracia parlamentarista, como Cabo Verde e Maurícia, tende a aumentar.